# Grand Prix Formule 1 van Frankrijk 2008

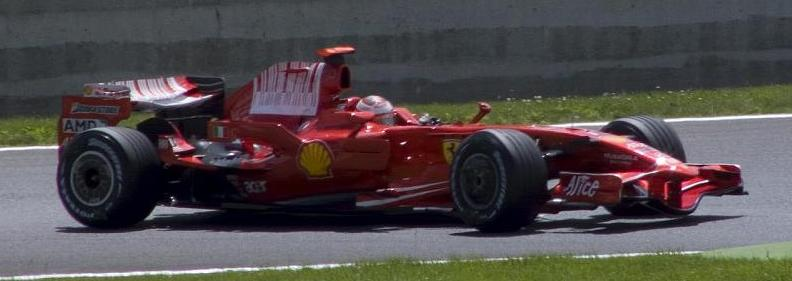
Raikkonen tijdens de race.

De Grand Prix Formule 1 van Frankrijk 2008 werd gehouden op 22 juni 2008 op het circuit van Magny-Cours. Het was de achtste race van het kampioenschap. Felipe Massa won de race voor zijn teamgenoot Kimi Räikkönen, die vanaf poleposition was gestart en in de 39e ronde ingehaald werd door zijn teamgenoot. Massa had na deze race twee punten voorsprong op Kubica, vijf punten op Räikkönen en tien punten op Hamilton in de stand voor het kampioenschap.

## Kwalificatie
| Positie | Nummer | Naam                 | Team                | Q1       | Q2       | Q3       | Grid |
| ------- | ------ | -------------------- | ------------------- | -------- | -------- | -------- | ---- |
| 1       | 1      | Kimi Räikkönen       | Ferrari             | 1:15.133 | 1:15.161 | 1:16.449 | 1    |
| 2       | 2      | Felipe Massa         | Ferrari             | 1:15.024 | 1:15.041 | 1:16.490 | 2    |
| 3       | 22     | Lewis Hamilton       | McLaren-Mercedes    | 1:15.634 | 1:15.293 | 1:16.693 | 13   |
| 4       | 5      | Fernando Alonso      | Renault             | 1:15.754 | 1:15.483 | 1:16.840 | 3    |
| 5       | 11     | Jarno Trulli         | Toyota              | 1:15.521 | 1:15.362 | 1:16.920 | 4    |
| 6       | 23     | Heikki Kovalainen    | McLaren-Mercedes    | 1:15.965 | 1:15.639 | 1:16.944 | 10   |
| 7       | 4      | Robert Kubica        | BMW Sauber          | 1:15.687 | 1:15.723 | 1:17.037 | 5    |
| 8       | 10     | Mark Webber          | Red Bull-Renault    | 1:16.020 | 1:15.488 | 1:17.233 | 6    |
| 9       | 9      | David Coulthard      | Red Bull-Renault    | 1:15.802 | 1:15.654 | 1:17.426 | 7    |
| 10      | 12     | Timo Glock           | Toyota              | 1:15.727 | 1:15.558 | 1:17.596 | 8    |
| 11      | 6      | Nelson Piquet jr.    | Renault             | 1:15.848 | 1:15.770 |          | 9    |
| 12      | 3      | Nick Heidfeld        | BMW Sauber          | 1:16.006 | 1:15.786 |          | 11   |
| 13      | 15     | Sebastian Vettel     | Toro Rosso-Ferrari  | 1:15.918 | 1:15.816 |          | 12   |
| 14      | 14     | Sébastien Bourdais   | Toro Rosso-Ferrari  | 1:16.072 | 1:16.045 |          | 14   |
| 15      | 7      | Nico Rosberg         | Williams-Toyota     | 1:16.085 | 1:16.235 |          | 19   |
| 16      | 8      | Kazuki Nakajima      | Williams-Toyota     | 1:16.243 |          |          | 15   |
| 17      | 16     | Jenson Button        | Honda               | 1:16.306 |          |          | 16   |
| 18      | 17     | Rubens Barrichello   | Honda               | 1:16.330 |          |          | 20   |
| 19      | 21     | Giancarlo Fisichella | Force India-Ferrari | 1:16.971 |          |          | 17   |
| 20      | 20     | Adrian Sutil         | Force India-Ferrari | 1:17.053 |          |          | 18   |

## Race
| Positie | Nummer | Coureur              | Team                | Rondes | Tijd/Oorzaak uitval | Startplaats | Punten |
| ------- | ------ | -------------------- | ------------------- | ------ | ------------------- | ----------- | ------ |
| 1       | 2      | Felipe Massa         | Ferrari             | 70     | 1:31:50.245         | 2           | 10     |
| 2       | 1      | Kimi Räikkönen       | Ferrari             | 70     | +17.984             | 1           | 8      |
| 3       | 11     | Jarno Trulli         | Toyota              | 70     | +28.250             | 4           | 6      |
| 4       | 23     | Heikki Kovalainen    | McLaren-Mercedes    | 70     | +28.929             | 10          | 5      |
| 5       | 4      | Robert Kubica        | BMW Sauber          | 70     | +30.512             | 5           | 4      |
| 6       | 10     | Mark Webber          | Red Bull-Renault    | 70     | +40.304             | 6           | 3      |
| 7       | 6      | Nelson Piquet jr.    | Renault             | 70     | +41.033             | 9           | 2      |
| 8       | 5      | Fernando Alonso      | Renault             | 70     | +43.372             | 3           | 1      |
| 9       | 9      | David Coulthard      | Red Bull-Renault    | 70     | +51.021             | 7           |        |
| 10      | 22     | Lewis Hamilton       | McLaren-Mercedes    | 70     | +54.538             | 13          |        |
| 11      | 12     | Timo Glock           | Toyota              | 70     | +57.700             | 8           |        |
| 12      | 15     | Sebastian Vettel     | Toro Rosso-Ferrari  | 70     | +58.065             | 12          |        |
| 13      | 3      | Nick Heidfeld        | BMW Sauber          | 70     | +1:02.079           | 11          |        |
| 14      | 17     | Rubens Barrichello   | Honda               | 69     | +1 ronde            | 20          |        |
| 15      | 8      | Kazuki Nakajima      | Williams-Toyota     | 69     | +1 ronde            | 15          |        |
| 16      | 7      | Nico Rosberg         | Williams-Toyota     | 69     | +1 ronde            | 19          |        |
| 17      | 14     | Sébastien Bourdais   | Toro Rosso-Ferrari  | 69     | +1 ronde            | 14          |        |
| 18      | 21     | Giancarlo Fisichella | Force India-Ferrari | 69     | +1 ronde            | 17          |        |
| 19      | 20     | Adrian Sutil         | Force India-Ferrari | 69     | +1 ronde            | 18          |        |
| Ret     | 16     | Jenson Button        | Honda               | 16     | Schade              | 16          |        |

## Noot
- Dit was de 257ste Grand Prix-start voor Rubens Barrichello en hiermee vestigde hij een nieuw record. Hij verbrak het oude record van Riccardo Patrese (256), gevestigd tijdens de Grote Prijs van Australië van 1993.

1906 · 1907 · 1908 · 1912 · 1913 · 1914 · 1921 · 1922 · 1923 · 1924 · 1925 · 1926 · 1927 · 1928 · 1929 · 1930 · 1931 · 1932 · 1933 · 1934 · 1935 · 1936 · 1937 · 1938 · 1939 · 1946 · 1947 · 1948 · 1949 · 1950 · 1951 · 1952 · 1953 · 1954 · 1956 · 1957 · 1958 · 1959 · 1960 · 1961 · 1962 · 1963 · 1964 · 1965 · 1966 · 1967 · 1968 · 1969 · 1970 · 1971 · 1972 · 1973 · 1974 · 1975 · 1976 · 1977 · 1978 · 1979 · 1980 · 1981 · 1982 · 1983 · 1984 · 1985 · 1986 · 1987 · 1988 · 1989 · 1990 · 1991 · 1992 · 1993 · 1994 · 1995 · 1996 · 1997 · 1998 · 1999 · 2000 · 2001 · 2002 · 2003 · 2004 · 2005 · 2006 · 2007 · 2008 · 2018 · 2019 · 2021 · 2022